# Gardein
Gardein (en kombination av de engelska orden garden och protein, uttalas [gar'di:n]) är ett sortiment av växtbaserade livsmedelsprodukter med köttliknande struktur. De tillverkas av en blandning av soja-, vete- och ärtprotein, grönsaker och gryn (quinoa, amarantfrö, hirs och kamutvete).
Gardein är fritt från kolesterol, transfetter och mättat fett; majoriteten av Gardeins produkter har låg fetthalt och samtliga är veganska.
Gardein finns tillgängligt i olika former och smaker, både färskt och fruset, i snabbköp och livsmedelsbutiker i USA, Storbritannien och Kanada. Produkterna tillverkas av Garden Protein International, ett företag i Vancouver, British Columbia som grundades 2003 och sedan 2014 ägs de av den amerikanska livsmedelsföretaget Pinnacle Foods.